# Zdrojek łuseczkowaty
Zdrojek łuseczkowaty (Fontinalis squamosa) – gatunek mchu z rodziny zdrojkowatych (Fontinalaceae).

## Zagrożenia i ochrona
Gatunek był objęty w Polsce ścisłą ochroną gatunkową w latach 2004–2014. Od 2014 roku znajduje się pod ochroną częściową.